# Période d'essai
Pour l’article homonyme, voir Période d'essai (recueil).
La période d'essai est une période qui peut être prévue au début d'un contrat de travail, pour permettre à l'employeur d'éprouver les aptitudes professionnelles du salarié ou au nouvel employé de s'assurer que la fonction le satisfait.
Durant cette période, cette clause permet aux deux parties de rompre plus rapidement et sans indemnité le contrat de travail.

## Droit par pays

### Canada

#### Québec
En droit québécois, la période d'essai est communément appelée période de probation. Elle n'est pas fortement encadrée dans la Loi sur les normes du travail. Elle donne une grande marge à l'employeur pour déterminer si un salarié a un bon comportement et s'il s'intègre dans le poste qu'il occupe. Si sa durée excède trois mois, l'employeur peut néanmoins être tenu de donner un avis de cessation d'emploi ou de licenciement collectif. Les salariés en période d'essai ont tout de même plusieurs droits en commun avec les autres travailleurs, tels que le droit au salaire et le droit à la protection contre les pratiques interdites telles que la discrimination.

### France
La validité de toute clause d'essai est soumise à des conditions très strictes de fond et de forme et c'est moyennant le respect de celle-ci qu'il sera permis de déroger aux règles habituelles de rupture du contrat. La période d'essai nécessite en tout état de cause un écrit.
La période d'essai est légalement facultative.
Avant la loi du 25 juin 2008, c'était à celui qui se prévalait de la période d'essai de prouver son existence (dans la pratique le plus souvent à l'employeur). Pour réduire le contentieux la loi du 25 juin 2008 sur la modernisation du marché du travail a modifié le régime de la période d'essai en ce qui concerne son instauration. À présent, la période d'essai doit être prévue dans le contrat individuel de travail ou la lettre d'engagement. Ne sont plus possibles les périodes d'essai seulement prévues dans la convention collective.

### Royaume-Uni
Le droit anglais prévoit une période d'essai dont les deux parties sont libres d'en déterminer la durée. Toutefois, elle n'est pratiquement jamais utilisée.
Ceci a essentiellement deux raisons :
- d'une part en common law, l'employeur peut rompre le contrat facilement[réf. nécessaire]
- d'autre part, la période d'emploi d'un travailleur à partir de laquelle il peut porter plainte pour licenciement abusif est d'un an (depuis 1999 avec Employment Relation Act et contre 2 ans auparavant)[8].

L'utilité pour l'employeur est donc limitée. Toutefois, pour certains postes, il peut fixer une durée de période d'essai supérieure à un an. Dans ce cas, la jurisprudence anglaise considère que l'employeur doit démontrer des raisons valables pour justifier une telle durée.
En droit anglais l'abus résulte du fait que l'employeur n'a pas offert au salarié la possibilité de faire ses preuves.

### Suisse
Sans modification sous forme écrite, la durée du temps d’essai prévue par la loi suisse est de 1 mois. Toutefois, la plupart des entreprises fixent une période d’essai de 3 mois, ce qui est le maximum légal.